# ペフリヴァンキョイ駅
ペフリヴァンキョイ駅（ペフリヴァンキョイえき、トルコ語:Pehlivanköy Tren İstasyonu）はマルマラ地方クルクラーレリ県ペフリヴァンキョイにある、トルコ国鉄（TCDD）の駅。
イスタンブール-ピティオン線と、当駅から分岐するペフリヴァンキョイ-スヴィレングラード線の2路線が乗り入れている。

## 歴史
1873年4月4日に開業。

## 駅構造
島式ホーム1面2線と単式ホーム1面1線を有する地上駅。駅舎は単式ホーム側にあり、島式ホームへは線路を直接横断することになる。

## 隣の駅
トルコ国鉄
イスタンブール-ウズンキョプリュ地域間鉄道
アルプルル駅 - ペフリヴァンキョイ駅 - ウズンキョプリュ駅
イスタンブール-カプクレ地域間鉄道
アルプルル駅 - ペフリヴァンキョイ駅 - バフチヴァノヴァ駅